# Gabriela Güllich
Gabriela Güllich (Cuiabá) é uma jornalista e quadrinista brasileira. Graduada em Jornalismo pela Universidade Federal da Paraíba, Güllich desenvolve projetos de jornalismo em quadrinhos, inspirada principalmente no trabalho de Joe Sacco. Sua primeira reportagem em quadrinhos foi Quatro Cantos de um Todo, publicada pelo Sesc Paraíba em 2018 e que trazia o relato humanizado de quatro pessoas beneficiárias da instituição. Depois disso, desenvolveu seu trabalho de conclusão de curso (TCC) também em forma de quadrinhos. Com o título Filhas do Campo: um Retrato em Quadrinhos de Agricultoras Assentadas na Paraíba, o TCC sobre trabalhadoras rurais teve repercussão na mídia e foi publicado na revista Badaró, especializada no gênero. Güllich também produz a coluna Entre Quadros, um projeto quinzenal de entrevistas ilustradas no portal de cultura pop Mina de HQ.
Em 2019, Güllich se uniu ao fotojornalista João Velozo no livro São Francisco, que traz uma reportagem mesclando quadrinhos e fotografia sobre a transposição do rio São Francisco. O livro foi publicado de forma independente por meio de financiamento coletivo através da plataforma Catarse. Os dois viajaram para a região do eixo leste da transposição no início do ano para a apuração da reportagem e realização das fotografias, percorrendo mais de 1.000 km em 15 dias, de Belém do São Francisco (Pernambuco) a Monteiro (Paraíba). No ano seguinte, o livro ganhou Troféu HQ Mix na categoria "Publicação independente de autor".